# Paddy Mulligan
Paddy Mulligan (Dublino, 17 marzo 1945) è un allenatore di calcio ed ex calciatore irlandese, di ruolo difensore.

## Carriera

### Club
Nell'estate 1967 con lo Shamrock Rovers disputò il campionato nordamericano organizzato dalla United Soccer Association: accadde infatti che tale campionato fu disputato da formazioni europee e sudamericane per conto delle franchigie ufficialmente iscritte al campionato, che per ragioni di tempo non avevano potuto allestire le proprie squadre. Lo Shamrock rappresentò i Boston Rovers, e chiuse al sesto ed ultimo posto della Eastern Division, non qualificandosi per la finale (vinta dai Los Angeles Wolves, rappresentati dai Wolverhampton).

### Nazionale
Debutta il 4 maggio del 1969 contro la Cecoslovacchia (1-2).

## Palmarès

### Giocatore

#### Competizioni nazionali
- Coppa d'Irlanda: 5

Shamrock Rovers: 1964-1965, 1965-1966, 1966-1967, 1967-1968, 1968-1969
- League of Ireland Shield: 3

Shamrock Rovers: 1964-1965, 1965-1966, 1967-1968
- Coppa d'Inghilterra: 1

Chelsea: 1969-1970

#### Competizioni internazionali
- Coppa delle Coppe: 1

Chelsea: 1970-1971